# Герен д’Этокиньи, Франсуа
Рене Флоримон Франсуа Герен д’Этокиньи (фр. René Florimond François Guérin d'Étoquigny; 1762—1831) — французский военный деятель, генерал-лейтенант (1820 год), виконт д’Этокиньи, участник революционных и наполеоновских войн.

## Биография
Учился в колледже в Э, а в апреле 1784 года стал студентом королевской школы Мостов и Дорог. Окончил обучение в октябре 1788 года.
Начал военную службу 15 сентября 1791 года в 8-м драгунском полку в звании младшего лейтенанта. В сентябре 1793 года стал адъютантом при штабе Альпийской армии. Служил в авангарде лагеря Турно, а затем был помощником генерал-адъютанта Шартона. 26 сентября 1794 года назначен временным командиром эскадрона Альпийских гусар депутатами Конвента Альбиттом и Саличетти. 1 февраля 1795 года возглавил весь полк (1 сентября 1795 года полк получил 13-й порядковый номер).
3 октября 1795 года был уволен со службы из-за своих политических взглядов. 14 сентября 1796 года возвращён на службу с направлением в ряды Итальянской армии на пост командующего бригадой. 14 октября 1796 года возглавил 10-й конно-егерский полк. В ходе волнений, охвативших армию, сумел сохранить среди своих солдат дисциплину, за что удостоился похвал со стороны Директории.
7 января 1797 года перешёл в 25-й конно-егерский полк, с которым участвовал в завоевании Неаполитанского королевства. Хорошо проявил себя в ходе битвы при Треббии. 30 июня 1799 года прямо на поле боя произведён командующим Макдональдом в бригадные генералы. Командовал арьергардом при отступлении французов из Тосканы.
2 марта 1800 года получил назначение в 17-й военный округ. 6 марта 1804 года возглавил кавалерию (6-й гусарский, 8-й конно-егерский и голландские полки) Батавской армии. 11 сентября 1805 года назначен начальником штаба Голландской армии. 28 августа 1806 года возглавил 28-й военный округ (департамент Апеннины). 26 февраля 1807 года был назначен командиром резервной дивизии в Алессандрии.
Участвовал в Австрийской кампании 1809 года и с 1 апреля командовал драгунской бригадой в дивизии генерала Груши в составе Итальянской армии. 24 августа 1809 года был назначен комендантом форта в Граце. 26 сентября 1809 года получил должность губернатора Штирии и Каринтии. Возвратился во Францию в 1810 году.
9 января 1812 года присоединился к Португальской армии. При отступлении французов от Бургоса исполнял функции начальника штаба маршала Мармона. В июле 1812 года был губернатором Вальядолида. В том же году Герену было предъявлено обвинение в мошенничестве и незаконном аресте военного комиссара, а также оставлении армии без разрешения. 17 июля 1813 года был уволен из армии.
После реставрации Бурбонов вернулся на активную службу 3 июня 1814 года, но служебного назначения не получал. 20 марта 1815 года был отправлен королём за границу с дипломатической миссией, цель которой оставалась загадкой. Вернулся во Францию после битвы при Ватерлоо. 2 марта 1816 года получил титул барона.
Был командующим в различных департаментах. В 1820 году по случаю крещения герцога Бордо произведён в генерал-лейтенанты. 3 июля 1821 года был назначен генеральным инспектором жандармерии. В 1830 году вышел в отставку.

## Воинские звания
- Младший лейтенант (15 сентября 1791 года);
- Лейтенант (23 декабря 1792 года);
- Командир эскадрона (26 сентября 1794 года);
- Полковник (1 февраля 1795 года, утверждён 14 сентября 1796 года);
- Бригадный генерал (30 июня 1799 года, утверждён 19 октября 1799 года);
- Генерал-лейтенант (1820 год).

## Награды
- Кавалер ордена Почётного легиона (11 декабря 1803 года)
- Командор ордена Почётного легиона (14 июня 1804 года)